# Grand Prix de l'industrie et de l'artisanat de Larciano 2022
Le Grand Prix de l'industrie et de l'artisanat de Larciano 2022 est la 44e édition de cette course cycliste masculine sur route. Il a lieu le 27 mars 2022 autour de Larciano, dans la province de Pistoia, en Italie, sur 199,2 km. Il fait partie du calendrier UCI ProSeries 2022 en catégorie 1.Pro et de la Coupe d'Italie de cyclisme sur route 2022. 

## Présentation
Ce Grand Prix de l'industrie et de l'artisanat de Larciano est la 44e édition de cette course cycliste masculine sur route, organisée par l''Unione ciclistica larcianese, en collaboration avec le GS Emilia.

### Équipes
| WorldTeams (4)- Astana Qazaqstan Team - Bora-Hansgrohe - Trek-Segafredo - UAE Team Emirates ProTeams (8)- Alpecin-Fenix - Bardiani-CSF-Faizanè - Bingoal Pauwels Sauces WB - Drone Hopper-Androni Giocattoli - Eolo-Kometa - Equipo Kern Pharma - Human Powered Health - Arkéa-Samsic Équipes continentales (8)- Beltrami TSA Tre Colli - Biesse-Carrera - General Store-Essegibi-F.lli Curia - Giotti Victoria-Savini Due - MG.K Vis Colors For Peace VPM - Team Corratec - Team Qhubeka - Work Service-Vitalcare-Dynatek Équipe nationale- Italie |
| |

## Classements

### Classement final
| \| Classement général \| Classement général \| Classement général \| Classement général \| Classement général \| \| Coureur \| Coureur \| Pays \| Équipe \| Temps \| \| ------------------ \| ------------------ \| ------------------ \| ------------------------------- \| ------------------ \| \| 1er \| Diego Ulissi \| Italie \| UAE Team Emirates \| 4 h 31 min 10 s \| \| 2e \| Alessandro Fedeli \| Italie \| Italie \| + 0 s \| \| 3e \| Xandro Meurisse \| Belgique \| Alpecin-Fenix \| + 0 s \| \| 4e \| Natnael Tesfatsion \| Érythrée \| Drone Hopper-Androni Giocattoli \| + 0 s \| \| 5e \| Andrea Vendrame \| Italie \| Italie \| + 0 s \| \| 6e \| Maxime Bouet \| France \| Arkéa-Samsic \| + 0 s \| \| 7e \| Tony Gallopin \| France \| Trek-Segafredo \| + 0 s \| \| 8e \| Antonio Tiberi \| Italie \| Trek-Segafredo \| + 0 s \| \| 9e \| Marc Hirschi \| Suisse \| UAE Team Emirates \| + 0 s \| \| 10e \| Alessandro Verre \| Italie \| Arkéa-Samsic \| + 0 s \| |                    |          |                                 |                 |
| |                    |          |                                 |                 |
| Source : ProCyclingStats |                    |          |                                 |                 |
| Classement général |                    |          |                                 |                 |
| Coureur | Coureur            | Pays     | Équipe                          | Temps           |
| 1er | Diego Ulissi       | Italie   | UAE Team Emirates               | 4 h 31 min 10 s |
| 2e | Alessandro Fedeli  | Italie   | Italie                          | + 0 s           |
| 3e | Xandro Meurisse    | Belgique | Alpecin-Fenix                   | + 0 s           |
| 4e | Natnael Tesfatsion | Érythrée | Drone Hopper-Androni Giocattoli | + 0 s           |
| 5e | Andrea Vendrame    | Italie   | Italie                          | + 0 s           |
| 6e | Maxime Bouet       | France   | Arkéa-Samsic                    | + 0 s           |
| 7e | Tony Gallopin      | France   | Trek-Segafredo                  | + 0 s           |
| 8e | Antonio Tiberi     | Italie   | Trek-Segafredo                  | + 0 s           |
| 9e | Marc Hirschi       | Suisse   | UAE Team Emirates               | + 0 s           |
| 10e | Alessandro Verre   | Italie   | Arkéa-Samsic                    | + 0 s           |

### Classements UCI
La course attribue des points au classement mondial UCI 2022 selon le barème suivant :
| Position           | 1er | 2e  | 3e  | 4e  | 5e | 6e | 7e | 8e | 9e | 10e | 11e | 12e | 13e | 14e | 15e | 16e à 30e | 31e à 40e |
| Classement général | 200 | 150 | 125 | 100 | 85 | 70 | 60 | 50 | 40 | 35  | 30  | 25  | 20  | 15  | 10  | 5         | 3         |